# Guachipas megye
Guachipas egy megye Argentína északnyugati részén, Salta tartományban. Székhelye Guachipas.

## Népesség
A megye népessége a közelmúltban a következőképpen változott:
| Év   | Lakosság |
| ---- | -------- |
| 2001 | 3208     |
| 2010 | 3187     |